# Cristian Lupidio
Cristian Omar Lupidio (nacido el 7 de septiembre de 1976 en Balcarce, Buenos Aires, Argentina). es un exfutbolista argentino. Jugaba de lateral derecho y su primer club fue el Quilmes AC. Jugó la mayoría de las veces en clubes de Argentina, Brasil y España

## Carrera
Comenzó su carrera en 1994 jugando para Quilmes AC. Jugó hasta 1997. En 1999 se fue a España para integrarse al plantel de UD Salamanca. Jugó para el club hasta 2000. En 2001 se fue a Brasil para sumarse al Portuguesa. En 2002 regresó a España para unirse nuevamente al UD Salamanca. Jugó para ese equipo hasta 2005. En ese año se pasó al Hércules CF. En 2006 se pasó al Gimnàstic de Tarragona. En ese año se pasó al Benidorm CD. Jugó para ese club hasta 2007. En 2008 se pasó al CD Guijuelo, donde se retiró en 2009. Actualmente juega en el Bar Manzano, uno de los mejores equipos de fútbol modesto de Salamanca, y regenta una conocida cafetería en el camino de las Aguas de la ciudad, en el barrio de Prosperidad. Ha trabajado ayudando en la cantera de la UD Santa Marta de Tormes.

## Clubes
| Club                   | País      | Año       |
| ---------------------- | --------- | --------- |
| Quilmes AC             | Argentina | 1994-1997 |
| UD Salamanca           | España    | 1999-2000 |
| Portuguesa             | Brasil    | 2001      |
| UD Salamanca           | España    | 2002-2005 |
| Hércules CF            | España    | 2005      |
| Gimnàstic de Tarragona | España    | 2006      |
| Benidorm CD            | España    | 2006-2007 |
| Mérida UD              | España    | 2007-2008 |
| CD Guijuelo            | España    | 2008-2009 |
| Nuevo Amatos           | España    | 2009-2010 |
| Sanctis FC             | España    | 2010-2017 |

- Datos: Q5791346